# 陆琴
陆琴（1971年—），江苏扬州人，汉族，中华人民共和国政治人物、第十一届全国人民代表大会江苏地区代表。
毕业于新疆乌鲁木齐市天山染织厂中学。加入致公党。担任扬州陆琴三把刀发展有限公司董事长，全国特级修脚大师。2008年起担任全国人大代表。